# 2018年冬季奥林匹克运动会奖牌得主
2018年冬季奥林匹克运动会於2018年2月9日至25日在南韓平昌舉行。此次比賽共分15個大項，102個小項，金牌數為歷屆最多。下表顯示獎牌得主。

## 高山滑雪

### 男子
| 項目     | 金牌                               | 金牌    | 银牌                              | 银牌    | 铜牌                                | 铜牌    |
| 滑降賽   | 阿克塞尔·伦·斯温达尔 · 挪威（NOR） | 1:40.25 | 谢蒂尔·延斯鲁德 · 挪威（NOR）     | 1:40.37 | 贝亚特·福伊茨 · 瑞士（SUI）         | 1:40.43 |
| 超大曲道 | 馬蒂亞斯·梅爾 · 奥地利（AUT）      | 1:24.44 | 贝亚特·福伊茨 · 瑞士（SUI）       | 1:24.57 | 谢蒂尔·延斯鲁德 · 挪威（NOR）       | 1:24.62 |
| 大曲道   | 马塞尔·希舍尔 · 奥地利（AUT）      | 2:18.04 | 亨里克·克里斯托弗森 · 挪威（NOR） | 2:19.31 | 亚历克西·潘特豪 · 法国（FRA）       | 2:19.35 |
| 曲道     | 安德烈·米勒尔 · 瑞典（SWE）        | 1:38.99 | 拉蒙·岑霍伊泽恩 · 瑞士（SUI）     | 1:39.33 | 米夏埃尔·马特 · 奥地利（AUT）       | 1:39.66 |
| 全能     | 马塞尔·希舍尔 · 奥地利（AUT）      | 2:06.52 | 亚历克西·潘特豪 · 法国（FRA）     | 2:06.75 | Victor Muffat-Jeandet · 法国（FRA） | 2:07.54 |

### 女子
| 項目     | 金牌                          | 金牌    | 银牌                          | 银牌    | 铜牌                                | 铜牌    |
| 滑降賽   | 索菲娅·戈贾 · 意大利（ITA）   | 1:39.22 | 朗希尔·莫温克尔 · 挪威（NOR） | 1:39.31 | 林賽·沃恩 · 美国（USA）             | 1:39.69 |
| 超大曲道 | 埃丝特·莱德茨卡 · 捷克（CZE） | 1:21.11 | 安娜·法伊特 · 奥地利（AUT）   | 1:21.12 | 蒂娜·維拉瑟 · 列支敦士登（LIE）     | 1:21.22 |
| 大曲道   | 米凱拉·席弗琳 · 美国（USA）   | 2:20.02 | 朗希尔·莫温克尔 · 挪威（NOR） | 2:20.41 | 费代丽卡·布里尼奥内 · 意大利（ITA） | 2:20.48 |
| 曲道     | 弗丽达·汉斯多特 · 瑞典（SWE） | 1:38.63 | 温迪·霍尔德纳 · 瑞士（SUI）   | 1:38.68 | 卡塔琳娜·加尔胡贝尔 · 奥地利（AUT） | 1:38.95 |
| 全能     | 米歇尔·吉辛 · 瑞士（SUI）     | 2:20.90 | 米凱拉·席弗琳 · 美国（USA）   | 2:21.87 | 温迪·霍尔德纳 · 瑞士（SUI）         | 2:22.34 |

### 團體
| 項目     | 金牌                                                                                              | 银牌 | 铜牌 |
| 混合團體 | 瑞士（SUI） · 卢卡·阿尔尼 · 德妮丝·法伊尔阿本德 · 温迪·霍尔德纳 · 丹尼尔·尤尔 · 拉蒙·岑霍伊泽恩 · | 奥地利（AUT） · 斯特凡妮·布伦纳 · 曼努埃尔·费勒 · 卡塔琳娜·加尔胡贝尔 · 卡塔琳娜·林斯贝格尔 · 米夏埃尔·马特 · 马尔科·施瓦茨 | 挪威（NOR） · 塞巴斯蒂安·福斯-索勒沃格 · Nina Haver-Løseth · Leif Kristian Nestvold-Haugen · Kristin Lysdahl · Jonathan Nordbotten · Maren Skjøld |

## 冬季兩項

### 男子
| 項目       | 金牌                                                                                      | 金牌      | 银牌                                                                                         | 银牌      | 铜牌                                                                  | 铜牌      |
| 個人賽     | 约翰内斯·廷内斯·伯 · 挪威（NOR）                                                          | 48:03.8   | 雅科夫·法克 · 斯洛文尼亚（SLO）                                                              | 48:09.3   | 多米尼克·兰德廷格 · 奥地利（AUT）                                     | 48:18.0   |
| 衝刺賽     | 阿恩德·派弗 · 德国（GER）                                                                 | 23:38.8   | Michal Krčmář · 捷克（CZE）                                                                  | 23:43.2   | 多米尼克·温迪施 · 意大利（ITA）                                       | 23:46.5   |
| 追逐賽     | 馬丁·佛卡德 · 法国（FRA）                                                                 | 32:51.7   | 塞巴斯蒂安·萨穆埃尔松 · 瑞典（SWE）                                                          | 33:03.7   | 贝内迪克特·多尔 · 德国（GER）                                         | 33:06.8   |
| 集體出發賽 | 馬丁·佛卡德 · 法国（FRA）                                                                 | 35:47.3   | 西蒙·申普 · 德国（GER）                                                                      | 35:47.3   | 埃米尔·赫格勒·斯文森 · 挪威（NOR）                                    | 35:58.5   |
| 接力賽     | 瑞典（SWE） · 佩佩·费姆林 · 耶斯佩尔·内林 · 塞巴斯蒂安·萨穆埃尔松 · 弗雷德里克·林德斯特伦 | 1:15:16.5 | 挪威（NOR） · Lars Helge Birkeland · 塔里耶伊·伯 · 约翰内斯·廷内斯·伯 · 埃米尔·赫格勒·斯文森 | 1:16:12.0 | 德国（GER） · 艾瑞克·勒瑟 · 贝内迪克特·多尔 · 阿恩德·派弗 · 西蒙·申普 | 1:17:23.6 |

### 女子
| 項目       | 金牌                                                                                       | 金牌      | 银牌                                                                | 银牌      | 铜牌                                                                           | 铜牌      |
| 個人賽     | 汉娜·厄贝里 · 瑞典（SWE）                                                                  | 41:07.2   | 阿娜斯塔西婭·庫茲米娜 · 斯洛伐克（SVK）                             | 41:31.9   | 勞拉·達爾邁爾 · 德国（GER）                                                    | 41:48.4   |
| 衝刺賽     | 勞拉·達爾邁爾 · 德国（GER）                                                                | 21:06.2   | 瑪爾特·奧爾斯布 · 挪威（NOR）                                       | 21:30.4   | 維羅妮卡·維特科娃 · 捷克（CZE）                                                | 21:32.0   |
| 追逐賽     | 勞拉·達爾邁爾 · 德国（GER）                                                                | 30:35.3   | 阿娜斯塔西婭·庫茲米娜 · 斯洛伐克（SVK）                             | 31:04.7   | 阿奈·贝斯孔 · 法国（FRA）                                                      | 31:04.9   |
| 集體出發賽 | 阿娜斯塔西婭·庫茲米娜 · 斯洛伐克（SVK）                                                    | 35:23.0   | 达里娅·多姆拉切娃 · 白俄罗斯（BLR）                                 | 35:41.8   | 特丽尔·埃克霍夫 · 挪威（NOR）                                                  | 35:50.7   |
| 接力賽     | 白俄罗斯（BLR） · Nadezhda Skardino · Iryna Kryuko · 济娜拉·阿林别卡娃 · 达里娅·多姆拉切娃 | 1:12.03.4 | 瑞典（SWE） · 琳·佩尔松 · 莫娜·布罗尔松 · 安娜·芒努松 · 汉娜·厄贝里 | 1:12.14.1 | 法国（FRA） · 阿奈·舍瓦利耶 · 玛丽·多兰·阿贝尔 · 朱斯蒂娜·布雷萨 · 阿奈·贝斯孔 | 1:12.21.0 |

### 混合
| 項目   | 金牌                                                                     | 金牌      | 银牌                                                                                        | 银牌      | 铜牌                                                                            | 铜牌      |
| 接力賽 | 法国（FRA） · 玛丽·多兰·阿贝尔 · 阿奈·贝斯孔 · 西蒙·德蒂厄 · 馬丁·佛卡德 | 1:08.34.3 | 挪威（NOR） · 瑪爾特·奧爾斯布 · 特丽尔·埃克霍夫 · 约翰内斯·廷内斯·伯 · 埃米尔·赫格勒·斯文森 | 1:08.55.2 | 意大利（ITA） · 莉萨·维托齐 · 多罗特娅·维雷尔 · 卢卡斯·霍费尔 · 多米尼克·温迪施 | 1:09.01.2 |

## 雪車
| 項目     | 金牌                                                                                  | 金牌    | 银牌                                                                      | 银牌    | 铜牌                                                  | 铜牌    |
| 男子双人 | 加拿大（CAN） · 贾斯廷·克里普斯 · 亚历山大·科帕茨                                     | 3:16.86 | 未頒發                                                                    | 未頒發  | 拉脱维亚（LAT） · 奥斯卡斯·梅尔巴季斯 · Jānis Strenga | 3:16.91 |
| 男子双人 | 德国（GER） · 弗朗切斯科·弗里德里希 · 托尔斯滕·马尔吉斯                               | 3:16.86 | 未頒發                                                                    | 未頒發  | 拉脱维亚（LAT） · 奥斯卡斯·梅尔巴季斯 · Jānis Strenga | 3:16.91 |
| 四人     | 德国（GER） · 弗朗切斯科·弗里德里希 · 坎迪·鲍尔 · 马丁·格罗特科普 · 托尔斯滕·马尔吉斯 | 3:15.85 | 德国（GER） · 尼科·瓦尔特 · 凯温·库斯克 · 亚历山大·勒迪格 · 埃里克·弗兰克 | 3:16.38 | 未頒發                                                | 未頒發  |
| 四人     | 德国（GER） · 弗朗切斯科·弗里德里希 · 坎迪·鲍尔 · 马丁·格罗特科普 · 托尔斯滕·马尔吉斯 | 3:15.85 | 韩国（KOR） · 元允宗 · 全政麟 · 徐英瑀 · 金东炫                           | 3:16.38 | 未頒發                                                | 未頒發  |
| 女子双人 | 德国（GER） · 马里亚玛·亚曼卡 · 莉萨·布克维茨                                         | 3:22.45 | 美国（USA） · Elana Meyers Taylor · 劳伦·吉布斯                           | 3:22.52 | 加拿大（CAN） · 凯莉·汉弗莱斯 · 菲丽西亚·乔治         | 3:22.89 |

## 越野滑雪

### 男子
| 项目           | 金牌 | 金牌      | 银牌 | 银牌      | 铜牌                                                                                 | 铜牌      |
| 15公里自由式   | 達廖·科洛尼亞 · 瑞士（SUI）                                                                                  | 33:43.9   | 西門·赫格斯塔德·克魯格 · 挪威（NOR）                                                                        | 34:02.2   | 丹尼斯·斯皮佐夫 · 俄罗斯奥林匹克运动员（OAR）                                        | 34:06.9   |
| 30公里双追逐   | 西門·赫格斯塔德·克魯格 · 挪威（NOR）                                                                         | 1:16:20.0 | 马丁·约翰斯鲁德·松德比 · 挪威（NOR）                                                                        | 1:16:28.0 | 漢斯·克里斯特·霍隆德 · 挪威（NOR）                                                   | 1:16:29.9 |
| 50公里古典式   | 伊沃·尼斯卡宁 · 芬兰（FIN）                                                                                  | 2:08:22.1 | 亚历山大·博利舒诺夫 · 俄罗斯奥林匹克运动员（OAR）                                                           | 2:08:40.8 | 安德烈·拉里科夫 · 俄罗斯奥林匹克运动员（OAR）                                        | 2:10:59.6 |
| 4×10公里接力   | 挪威（NOR） · 迪德里克·滕塞特 · 马丁·约翰斯鲁德·松德比 · 西門·赫格斯塔德·克魯格 · 约翰内斯·赫斯弗洛特·克莱博 | 1:33:04.9 | 俄罗斯奥林匹克运动员（OAR） · 安德烈·拉里科夫 · 亚历山大·博利舒诺夫 · 阿列克谢·切尔沃特金 · 丹尼斯·斯皮佐夫 | 1:33:14.3 | 法国（FRA） · 让-马克·加亚尔 · 莫里斯·马尼菲卡 · 克萊芒·帕里斯 · Adrien Backscheider | 1:33:41.8 |
| 个人竞速古典式 | 约翰内斯·赫斯弗洛特·克莱博 · 挪威（NOR）                                                                     | 3:05.75   | 费代里科·佩莱格里诺 · 意大利（ITA）                                                                         | 3:07.09   | 亚历山大·博利舒诺夫 · 俄罗斯奥林匹克运动员（OAR）                                    | 3:07.11   |
| 团体竞速自由式 | 挪威（NOR） · 马丁·约翰斯鲁德·松德比 · 约翰内斯·赫斯弗洛特·克莱博                                            | 15:56.26  | 俄罗斯奥林匹克运动员（OAR） · 丹尼斯·斯皮佐夫 · 亚历山大·博利舒诺夫                                         | 15:57.97  | 法国（FRA） · 莫里斯·马尼菲卡 · 里夏尔·茹夫                                          | 15:58.28  |

### 女子
| 项目           | 金牌 | 金牌      | 银牌                                                                | 银牌      | 铜牌 | 铜牌      |
| 10公里自由式   | 朗希尔·哈加 · 挪威（NOR）                                                                               | 25:00.5   | 夏洛特·卡拉 · 瑞典（SWE）                                           | 25:20.8   | 玛丽特·比约根 · 挪威（NOR） · 克丽丝塔·派尔迈科斯基 · 芬兰（FIN）                                                 | 25:32.4   |
| 15公里双追逐   | 夏洛特·卡拉 · 瑞典（SWE）                                                                               | 40:44.9   | 玛丽特·比约根 · 挪威（NOR）                                         | 40:52.7   | 克丽丝塔·派尔迈科斯基 · 芬兰（FIN）                                                                               | 40:55.0   |
| 30公里古典式   | 玛丽特·比约根 · 挪威（NOR）                                                                             | 1:22:17.6 | 克丽丝塔·派尔迈科斯基 · 芬兰（FIN）                                 | 1:24:07.1 | 斯蒂娜·尼尔松 · 瑞典（SWE）                                                                                       | 1:24:16.5 |
| 4×5公里接力    | 挪威（NOR） · 英维尔·弗吕格斯塔·厄斯特贝格 · 阿斯特丽·于伦霍尔特·雅各布森 · 朗希尔·哈加 · 玛丽特·比约根 | 51:24.3   | 瑞典（SWE） · 安娜·哈格 · 夏洛特·卡拉 · 埃芭·安德松 · 斯蒂娜·尼尔松 | 51:26.3   | 俄罗斯奥林匹克运动员（OAR） · 纳塔利娅·涅普里亚耶娃 · 尤莉娅·别洛鲁科娃 · 阿纳斯塔西娅·谢多娃 · Anna Nechaevskaya | 52:07.6   |
| 个人竞速古典式 | 斯蒂娜·尼尔松 · 瑞典（SWE）                                                                             | 3:03.84   | 梅肯·卡丝佩森·法拉 · 挪威（NOR）                                    | 3:06.87   | 尤莉娅·别洛鲁科娃 · 俄罗斯奥林匹克运动员（OAR）                                                                   | 3:07.21   |
| 团体竞速自由式 | 美国（USA） · 姬坎·兰德尔 · 傑茜·迪金斯                                                                 | 15:56.47  | 瑞典（SWE） · 夏洛特·卡拉 · 斯蒂娜·尼尔松                           | 15:56.66  | 挪威（NOR） · 玛丽特·比约根 · 梅肯·卡丝佩森·法拉                                                                  | 15:59.44  |

## 冰壺
| 项目              | 金牌                                                                                              | 银牌                                                                                                | 铜牌                                                                                          |
| 男子 （詳細）     | 美国（USA） · 约翰·舒斯特 · 泰勒·乔治 · 马特·汉密尔顿 · 约翰·兰德施泰纳 · 乔·波洛                 | 瑞典（SWE） · 尼克拉斯·埃丁 · 奥斯卡·埃里克松 · 拉斯穆斯·弗拉诺 · 克里斯托弗·松德格伦 · 亨里克·莱克 | 瑞士（SUI） · Benoît Schwarz · Claudio Pätz · Peter de Cruz · Valentin Tanner · Dominik Märki |
| 女子 （詳細）     | 瑞典（SWE） · 安娜·哈塞尔博里 · 萨拉·麦克马纳斯 · 昂内斯·克诺亨豪尔 · 索菲娅·马贝里斯 · 延妮·沃林 | 韩国（KOR） · 金恩贞 · 金敬愛 · 金善英 · 金荣美 · Kim Cho-hi                                        | 日本（JPN） · 藤澤五月 · 吉田知那美 · 鈴木夕湖 · 吉田夕梨花 · 本橋麻里                        |
| 混合双人 （詳細） | 加拿大（CAN） · 凯特琳·劳斯 · 约翰·莫里斯                                                         | 瑞士（SUI） · 燕妮·佩雷特 · 马丁·里奥斯                                                             | 挪威（NOR）1 · 克丽斯廷·斯卡斯利恩 · 芒努斯·内德雷戈滕                                        |

註解
1. ^  2018年冬季奥林匹克运动会俄罗斯奥林匹克运动员原先贏得混合雙人項目銅牌，但由於在藥檢中亞歷山大·克魯謝尼茨基（英语：Alexander Krushelnitskiy）對禁藥米屈肼呈現陽性反應，所以被取消獎牌，改由挪威組合遞補銅牌[3]。

## 花式滑冰
| 项目              | 金牌 | 金牌      | 银牌 | 银牌   | 铜牌 | 铜牌   |
| 男子單人 （詳細） | 羽生結弦 · 日本（JPN） | 317.85    | 宇野昌磨 · 日本（JPN） | 306.90 | 哈維爾·費南德茲 · 西班牙（ESP） | 305.24 |
| 女子單人 （詳細） | 阿麗娜·扎吉托娃 · 俄罗斯奥林匹克运动员（OAR）                                                                                 | 239.57    | 葉甫根尼婭·梅德韋傑娃 · 俄罗斯奥林匹克运动员（OAR） | 238.26 | 凱琳·奧斯蒙德 · 加拿大（CAN） | 231.02 |
| 雙人 （詳細）     | 德国（GER） · 阿莉安娜·薩維琴科 · 布鲁诺·马索                                                                                 | 235.90    | 中国（CHN） · 隋文靜 · 韓聰 | 235.47 | 加拿大（CAN） · 米根·迪阿梅尔 · 艾瑞克·拉德福德                                                                                      | 230.15 |
| 冰舞 （詳細）     | 加拿大（CAN） · 泰莎·沃爾圖 · 斯科特·莫伊爾                                                                                   | 206.07 WR | 法国（FRA） · 加布里埃拉·帕帕達吉斯 · 吉約姆·西澤龍 | 205.28 | 美国（USA） · 马娅·涩谷 · 亚历克斯·涩谷                                                                                              | 192.59 |
| 團體 （詳細）     | 加拿大（CAN） · 陳偉群 · 凱琳·奧斯蒙德* · 加布里埃拉·達勒漫** · 米根·迪阿梅尔 / 艾瑞克·拉德福德 · 泰莎·沃爾圖 / 斯科特·莫伊爾 | 73        | 俄罗斯奥林匹克运动员（OAR） · 米哈伊爾·科爾亞達 · 葉甫根尼婭·梅德韋傑娃* · 阿麗娜·扎吉托娃** · 叶夫根尼娅·塔拉索娃 / 弗拉基米尔·莫洛佐夫* · 纳塔利娅·扎比亚科 / 亚历山大·恩别特** · 叶卡捷琳娜·博布罗娃 / 德米特里·索洛维耶夫 | 66     | 美国（USA） · 陈巍* · 亞當·里彭** · 布蕾迪·田内尔* · 長洲未來** · 亞歷克莎·辛美卡·尼里姆 / 克里斯·尼里姆 · 马娅·涩谷 / 亚历克斯·涩谷 | 62     |

* 表示此組合僅參加短曲舞蹈
** 表示此組合僅參加長曲舞蹈

## 自由式滑雪

### 男子
| 項目     | 金牌                                | 金牌                        | 银牌                             | 银牌                             | 铜牌                                        | 铜牌                                        |
| 空中技巧 | 亞歷山大·阿布拉緬科 · 乌克兰（UKR） | 128.51                      | 賈宗洋 · 中国（CHN）             | 128.05                           | 伊利亞·布羅夫 · 俄罗斯奥林匹克运动员（OAR） | 122.17                                      |
| 半管     | 戴维·怀斯 · 美国（USA）             | 97.20                       | 亞歷克斯·費雷拉 · 美国（USA）    | 96.40                            | 尼科·波蒂厄斯 · 新西兰（NZL）               | 94.80                                       |
| 雪上技巧 | 米卡埃尔·金斯伯里 · 加拿大（CAN）   | 86.63                       | 马特·格雷厄姆 · （AUS）          | 82.57                            | 原大智 · 日本（JPN）                        | 82.19                                       |
| 越野     | 布雷迪·莱曼 · 加拿大（CAN）         | 布雷迪·莱曼 · 加拿大（CAN） | Marc Bischofberger · 瑞士（SUI） | Marc Bischofberger · 瑞士（SUI） | 謝爾蓋·里濟克 · 俄罗斯奥林匹克运动员（OAR） | 謝爾蓋·里濟克 · 俄罗斯奥林匹克运动员（OAR） |
| 障碍技巧 | 厄于斯泰因·布罗滕 · 挪威（NOR）     | 95.00                       | 尼克·戈珀 · 美国（USA）          | 93.60                            | 亚历克斯·博利厄-马尔尚 · 加拿大（CAN）      | 92.40                                       |

### 女子
| 項目     | 金牌                            | 金牌                          | 银牌                                     | 银牌                          | 铜牌                          | 铜牌                      |
| 空中技巧 | 漢娜·胡什科娃 · 白俄罗斯（BLR） | 96.14                         | 張鑫 · 中国（CHN）                       | 95.52                         | 孔凡鈺 · 中国（CHN）          | 70.14                     |
| 半管     | 凯茜·夏普 · 加拿大（CAN）       | 95.80                         | 玛丽·马蒂诺 · 法国（FRA）                | 92.60                         | Brita Sigourney · 美国（USA） | 91.60                     |
| 雪上技巧 | 佩里娜·拉丰 · 法国（FRA）       | 78.65                         | 朱斯蒂娜·迪富尔-拉普安特 · 加拿大（CAN） | 78.56                         | 尤利婭·加萊謝娃 · （KAZ）     | 77.40                     |
| 越野     | 凯尔茜·塞尔瓦 · 加拿大（CAN）   | 凯尔茜·塞尔瓦 · 加拿大（CAN） | 布里塔妮·费伦 · 加拿大（CAN）            | 布里塔妮·费伦 · 加拿大（CAN） | Fanny Smith · 瑞士（SUI）     | Fanny Smith · 瑞士（SUI） |
| 障碍技巧 | 莎拉·赫夫林 · 瑞士（SUI）       | 91.20                         | 玛蒂尔德·格勒莫 · 瑞士（SUI）            | 88.00                         | 伊莎贝尔·阿特金 · 英国（GBR） | 84.60                     |

## 冰球
| 項目          | 金牌 | 银牌 | 铜牌 |
| 男子 （詳細） | 俄罗斯奥林匹克运动员（OAR） · 谢尔盖·安德罗诺夫 · Alexander Barabanov · Pavel Datsyuk · Vladislav Gavrikov · Mikhail Grigorenko · Nikita Gusev · Ilya Kablukov · Sergey Kalinin · Kirill Kaprizov · Bogdan Kiselevich · Vasily Koshechkin · Ilya Kovalchuk · Alexey Marchenko · Sergei Mozyakin · Nikita Nesterov · Nikolai Prokhorkin · Igor Shestyorkin · Vadim Shipachyov · Sergei Shirokov · Ilya Sorokin · Ivan Telegin · Slava Voynov · Egor Yakovlev · Artyom Zub · Andrei Zubarev | 德国（GER） · Sinan Akdag · Danny aus den Birken · 达里尔·博伊尔 · Yasin Ehliz · 克里斯蒂安·埃尔霍夫 · 登尼斯·恩德拉斯 · 格里特·福泽 · Marcel Goc · 帕特里克·哈格尔 · 弗兰克·赫德勒 · 多米尼克·卡洪 · 马库斯·金克 · 比约恩·克虏伯 · Brooks Macek · 弗兰克·毛厄尔 · 约纳斯·米勒 · 莫里茨·米勒 · 马塞尔·内贝尔斯 · 莱昂哈德·普弗德尔 · 蒂莫·皮尔迈尔 · Matthias Plachta · 帕特里克·赖默尔 · 费利克斯·许茨 · 扬尼克·赛登贝格 · 达维德·沃尔夫 | 加拿大（CAN） · 勒内·布尔克 · 吉尔贝·布吕莱 · Andrew Ebbett · 斯蒂芬·埃利奥特 · Chay Genoway · Cody Goloubef · 马克-安德烈·格拉尼亚尼 · 昆顿·豪登 · 克里斯·凯利 · 罗布·克林克哈默 · Brandon Kozun · 马克西姆·拉皮埃尔 · 克里斯·李 · 马克西姆·诺罗 · 埃里克·奥德尔 · 贾斯廷·彼得斯 · 凯万·普兰 · 梅森·雷蒙德 · 马特·鲁宾逊 · 德里克·罗伊 · Ben Scrivens · 卡尔·斯托勒里 · 克里斯蒂安·托马斯 · 林登·维伊 · 沃伊泰克·沃尔斯基 |
| 女子 （詳細） | 美国（USA） · 凯拉·巴恩斯 · 凯茜·贝拉米 · 汉娜·勃兰特 · Dani Cameranesi · 肯德尔·科因 · 布里安娜·德克尔 · 梅根·达根 · 卡莉·弗拉纳根 · 妮科尔·汉斯莱 · 梅甘·凯勒 · 阿曼达·凯塞尔 · 希拉丽·奈特 · 若瑟利娜·拉穆勒-戴维森 · 莫妮克·拉穆勒-莫兰多 · 吉吉·马文 · 悉妮·莫林 · 凯莉·潘内克 · 阿曼达·佩尔基 · Emily Pfalzer · 亚历克丝·里格斯比 · 玛迪·鲁尼 · Haley Skarupa · Lee Stecklein | 加拿大（CAN） · 梅根·阿戈斯塔 · 贝莉·布拉姆 · 埃米莉·克拉克 · 梅洛迪·达乌 · 安-勒妮·德比安 · 雷娜塔·法斯特 · 劳拉·福尔蒂诺 · 黑莉·欧文 · 布里安娜·詹納 · 丽贝卡·约翰斯顿 · 热纳维耶芙·拉卡斯 · Brigette Lacquette · 乔斯琳·拉罗克 · 米根·米克尔森 · 萨拉·纳斯 · 玛丽-菲利普·普兰 · 洛里亚娜·鲁若 · 吉尔·索尔尼尔 · 纳塔莉·斯普纳 · 劳拉·斯泰西 · Shannon Szabados · 布莱尔·特恩布尔 · 珍·韦克菲尔德                                       | 芬兰（FIN） · 桑妮·哈卡拉 · 延妮·希里科斯基 · 文拉·霍维 · 米拉·亚洛索 · 米凯莱·卡尔维宁 · 罗莎·林德斯泰特 · 彼得拉·涅米宁 · 塔尼娅·尼斯卡宁 · 埃玛·努蒂宁 · 伊萨·拉胡宁 · 梅里·雷伊塞宁 · 安尼娜·拉亚胡赫塔 · 诺拉·雷蒂 · 赛拉·萨里 · 萨拉·塞基宁 · 龙娅·萨沃莱宁 · 埃韦利娜·苏翁佩 · 苏珊娜·塔帕尼 · 诺拉·图卢斯 · 明图·图奥米宁 · 里卡·韦利莱 · 琳达·韦利梅基 · 埃拉·维塔索                                              |

## 雪橇
| 項目                  | 金牌                                                                                    | 金牌     | 银牌                                                                         | 银牌     | 铜牌                                                                          | 铜牌     |
| 男子單人 （詳細）     | 达维德·格莱舍尔 · 奥地利（AUT）                                                         | 3:10.702 | Chris Mazdzer · 美国（USA）                                                  | 3:10.728 | 约翰内斯·路德维希 · 德国（GER）                                               | 3:10.932 |
| 女子單人 （詳細）     | 纳塔莉·盖森贝格尔 · 德国（GER）                                                         | 3:05.232 | 达亚娜·艾特贝格尔 · 德国（GER）                                              | 3:05.599 | 亚历克丝·高夫 · 加拿大（CAN）                                                 | 3:05.644 |
| 雙人 （詳細）         | 德国（GER） · 托比亚斯·文德尔 · 托比亚斯·阿尔特                                         | 1:31.697 | 奥地利（AUT） · 彼得·彭茨 · 格奥尔格·菲施勒                                  | 1:31.785 | 德国（GER） · 托尼·埃格特 · 萨沙·贝内肯                                       | 1:31.987 |
| 混合團體接力 （詳細） | 德国（GER） · 纳塔莉·盖森贝格尔 · 约翰内斯·路德维希 · 托比亚斯·文德尔 · 托比亚斯·阿尔特 | 2:24.517 | 加拿大（CAN） · 亚历克丝·高夫 · 塞缪尔·埃德尼 · 特里斯坦·沃克 · Justin Snith | 2:24.872 | 奥地利（AUT） · 马德琳·埃格勒 · 达维德·格莱舍尔 · 彼得·彭茨 · 格奥尔格·菲施勒 | 2:24.988 |

## 北歐兩項
| 項目                 | 金牌                                                                            | 金牌    | 银牌                                                                          | 银牌    | 铜牌                                                                                  | 铜牌    |
| 個人高跳台/10公里    | 约翰内斯·里策克 · 德国（GER）                                                   | 23:52.5 | 法比安·里斯勒 · 德国（GER）                                                   | 23:52.9 | 埃里克·弗伦策尔 · 德国（GER）                                                         | 23:53.3 |
| 個人一般跳台/10公里  | 埃里克·弗伦策尔 · 德国（GER）                                                   | 24:51.4 | 渡部晓斗 · 日本（JPN）                                                        | 24:56.2 | 卢卡斯·克拉普费尔 · 奥地利（AUT）                                                     | 25:09.5 |
| 團體高跳台/4 x 5公里 | 德国（GER） · 文岑茨·盖格尔 · 法比安·里斯勒 · 埃里克·弗伦策尔 · 约翰内斯·里策克 | 46:09.8 | 挪威（NOR） · Jan Schmid · 埃斯彭·安德森 · Jarl Magnus Riiber · 约根·格拉巴克 | 47:02.5 | 奥地利（AUT） · 威廉·德尼夫尔 · 卢卡斯·克拉普费尔 · 伯恩哈德·格鲁贝尔 · 马里奥·塞德尔 | 47:17.6 |

## 短道競速滑冰

### 男子
| 項目         | 金牌                                                            | 金牌        | 银牌                                                        | 银牌     | 铜牌                                                                              | 铜牌     |
| 500公尺      | 武大靖 · 中国（CHN）                                            | 39.584 WR   | 黃大憲 · 韩国（KOR）                                        | 39.854   | 林孝俊 · 韩国（KOR）                                                              | 39.919   |
| 1000公尺     | 萨米埃尔·吉拉尔 · 加拿大（CAN）                                 | 1:24.650    | 约翰-亨利·克鲁格 · 美国（USA）                              | 1:24.864 | 徐怡拉 · 韩国（KOR）                                                              | 1:31.619 |
| 1500公尺     | 林孝俊 · 韩国（KOR）                                            | 2:10.485 OR | 辛基·克奈格特 · 荷兰（NED）                                 | 2:10.555 | 谢苗·叶利斯特拉托夫 · 俄罗斯奥林匹克运动员（OAR）                                 | 2:10.687 |
| 5000公尺接力 | 匈牙利（HUN） · 劉少昂 · 劉少林 · 克诺赫·维克托 · 布里扬·乔鲍 · | 6:31.971 OR | 中国（CHN） · 武大靖 · 韓天宇 · 許宏志 · 陳德全 · 任子威[a] | 6:32.035 | 加拿大（CAN） · 萨米埃尔·吉拉尔 · 夏尔·阿默兰 · 夏尔·库尔努瓦耶 · 帕斯卡尔·迪翁 · | 6:32.282 |

### 女子
| 項目       | 金牌                                                        | 金牌     | 银牌                                                                                  | 银牌     | 铜牌                                                                        | 铜牌          |
| 500公尺    | 阿里安娜·丰塔纳 · 意大利（ITA）                             | 42.569   | 婭拉·范克爾霍夫 · 荷兰（NED）                                                         | 43.256   | 基姆·布廷 · 加拿大（CAN）                                                   | 43.881        |
| 1000公尺   | 苏珊妮·许尔廷 · 荷兰（NED）                                 | 1:29.778 | 基姆·布廷 · 加拿大（CAN）                                                             | 1:29.956 | 阿里安娜·丰塔纳 · 意大利（ITA）                                             | 1:30.656      |
| 1500公尺   | 崔珉禎 · 韩国（KOR）                                        | 2:24.948 | 李靳宇 · 中国（CHN）                                                                  | 2:25.703 | 基姆·布廷 · 加拿大（CAN）                                                   | 2:25.834      |
| 3000米接力 | 韩国（KOR） · 沈錫希 · 崔珉禎 · 金藝珍 · 金雅朗 · 李有彬[a] | 4:07.361 | 意大利（ITA） · 阿里安娜·丰塔纳 · 露西娅·佩雷蒂 · 切奇利娅·马费伊 · 马丁娜·瓦尔切皮纳 | 4:15.901 | 荷兰（NED） · 苏珊妮·许尔廷 · 婭拉·范克爾霍夫 · 拉拉·范雷芬 · 约琳·特莫尔斯 | 4:03.471 WR†† |

a  選手未參與決賽，但仍獲得獎牌。
†† 為決賽B組（排名賽）成績。

## 钢架雪车
| 項目          | 金牌                        | 金牌    | 银牌                                          | 银牌    | 铜牌                      | 铜牌    |
| 男子 （詳細） | 尹誠彬 · 韩国（KOR）        | 3:20.55 | Nikita Tregubov · 俄罗斯奥林匹克运动员（OAR） | 3:22.18 | 多姆·帕森斯 · 英国（GBR） | 3:22.20 |
| 女子 （詳細） | 莉齐·亚诺尔德 · 英国（GBR） | 3:27.28 | 雅奎琳·勒林 · 德国（GER）                     | 3:27.73 | 劳拉·迪斯 · 英国（GBR）   | 3:27.90 |

## 跳台滑雪
| 项目             | 金牌                                                                                     | 金牌   | 银牌                                                                          | 银牌   | 铜牌                                                                      | 铜牌   |
| 男子个人普通跳台 | 安德烈亚斯·韦林格 · 德国（GER）                                                          | 259.1  | 约翰·安德烈·福尔芳 · 挪威（NOR）                                              | 250.9  | 罗伯特·约翰松 · 挪威（NOR）                                               | 249.7  |
| 男子个人高跳台   | 卡米尔·斯托赫 · 波兰（POL）                                                              | 285.7  | 安德烈亚斯·韦林格 · 德国（GER）                                               | 282.3  | 罗伯特·约翰松 · 挪威（NOR）                                               | 275.3  |
| 男子团体高跳台   | 挪威（NOR） · Daniel-André Tande · Andreas Stjernen · 约翰·安德烈·福尔芳 · 罗伯特·约翰松 | 1098.5 | 德国（GER） · 卡尔·盖格尔 · 斯特凡·莱厄 · 里夏德·弗赖塔格 · 安德烈亚斯·韦林格 | 1075.7 | 波兰（POL） · 马切伊·科特 · 斯特凡·胡拉 · 達維德·庫巴茨基 · 卡米尔·斯托赫 | 1072.4 |
| 女子个人普通跳台 | 玛伦·伦比 · 挪威（NOR）                                                                  | 264.6  | 卡塔琳娜·阿尔特豪斯 · 德国（GER）                                             | 252.6  | 高梨沙羅 · 日本（JPN）                                                    | 243.8  |

## 單板滑雪

### 男子
| 項目       | 金牌                            | 金牌                          | 银牌                          | 银牌                  | 铜牌                              | 铜牌                              |
| 平行大曲道 | 内温·加尔马里尼 · 瑞士（SUI）   | 内温·加尔马里尼 · 瑞士（SUI） | 李相昊 · 韩国（KOR）          | 李相昊 · 韩国（KOR）  | 扎恩·科希尔 · 斯洛文尼亚（SLO）   | 扎恩·科希尔 · 斯洛文尼亚（SLO）   |
| 半管       | 肖恩·怀特 · 美国（USA）         | 97.75                         | 平野步夢 · 日本（JPN）        | 95.25                 | 斯科蒂·詹姆斯 · （AUS）           | 92.00                             |
| 大跳台     | 塞巴斯蒂安·图唐 · 加拿大（CAN） | 174.25                        | Kyle Mack · 美国（USA）       | 168.75                | 比利·摩根 · 英国（GBR）           | 168.00                            |
| 花式滑板   | 賴德蒙·傑拉德 · 美国（USA）     | 87.16                         | 马克桑斯·帕罗 · 加拿大（CAN） | 86.00                 | 马克·麦克莫里斯 · 加拿大（CAN）   | 85.20                             |
| 单板越野   | 皮埃尔·沃尔捷 · 法国（FRA）     | 皮埃尔·沃尔捷 · 法国（FRA）   | 贾里德·休斯 · （AUS）         | 贾里德·休斯 · （AUS） | 雷希诺·埃尔南德斯 · 西班牙（ESP） | 雷希诺·埃尔南德斯 · 西班牙（ESP） |

### 女子
| 項目       | 金牌                          | 金牌                          | 银牌                                          | 银牌                                          | 铜牌                                     | 铜牌                                     |
| 平行大曲道 | 埃丝特·莱德茨卡 · 捷克（CZE） | 埃丝特·莱德茨卡 · 捷克（CZE） | 泽利娜·约尔格 · 德国（GER）                   | 泽利娜·约尔格 · 德国（GER）                   | 拉莫娜·特蕾西娅·霍夫迈斯特 · 德国（GER） | 拉莫娜·特蕾西娅·霍夫迈斯特 · 德国（GER） |
| 半管       | 克洛伊·金 · 美国（USA）       | 98.25                         | 劉佳宇 · 中国（CHN）                          | 89.75                                         | 阿丽尔·戈尔德 · 美国（USA）              | 85.75                                    |
| 大跳台     | 安娜·加塞尔 · 奥地利（AUT）   | 185.00                        | 杰米·安德森 · 美国（USA）                     | 177.25                                        | 佐伊·萨多夫斯基-辛诺特 · 新西兰（NZL）   | 157.50                                   |
| 花式滑板   | 杰米·安德森 · 美国（USA）     | 83.00                         | 洛丽·布卢安 · 加拿大（CAN）                   | 76.33                                         | 恩尼·鲁卡耶尔维 · 芬兰（FIN）            | 75.38                                    |
| 单板越野   | 米凯拉·莫约利 · 意大利（ITA） | 米凯拉·莫约利 · 意大利（ITA） | Julia Pereira de Sousa Mabileau · 法国（FRA） | Julia Pereira de Sousa Mabileau · 法国（FRA） | Eva Samkova · 捷克（CZE）                | Eva Samkova · 捷克（CZE）                |

## 競速滑冰

### 男子
| 项目       | 金牌                                                                                | 金牌        | 银牌                                     | 银牌     | 铜牌                                                                      | 铜牌     |
| 500米      | 霍瓦尔·霍尔梅夫约尔·洛伦岑 · 挪威（NOR）                                            | 34.41 OR    | 車旼奎 · 韩国（KOR）                     | 34.42    | 高亭宇 · 中国（CHN）                                                      | 34.65    |
| 1000米     | 克耶尔德·努伊斯 · 荷兰（NED）                                                       | 1:07.95     | 霍瓦尔·霍尔梅夫约尔·洛伦岑 · 挪威（NOR） | 1:07.99  | 金太润 · 韩国（KOR）                                                      | 1:08.22  |
| 1500米     | 克耶尔德·努伊斯 · 荷兰（NED）                                                       | 1:44.01     | 帕特里克·鲁斯特 · 荷兰（NED）            | 1:44.86  | 金民錫 · 韩国（KOR）                                                      | 1:44.93  |
| 5000米     | 斯文·克雷默 · 荷兰（NED）                                                           | 6.09.76 OR  | 特德-扬·布卢门 · 加拿大（CAN）           | 6.11.616 | 斯韦勒·伦德·彼得森 · 挪威（NOR）                                          | 6.11.618 |
| 10000米    | 特德-扬·布卢门 · 加拿大（CAN）                                                      | 12:39.77 OR | 约里特·贝尔赫斯马 · 荷兰（NED）          | 12:41.98 | 尼古拉·图莫莱罗 · 意大利（ITA）                                           | 12:54.32 |
| 集体出发赛 | 李承勳 · 韩国（KOR）                                                                | 60          | 巴爾特·斯溫斯 · 比利时（BEL）            | 40       | 科恩·费尔韦 · 荷兰（NED）                                                 | 20       |
| 团体追逐赛 | 挪威（NOR） · 霍瓦尔·伯科 · 西门·斯皮勒·尼尔森 · 斯韦勒·伦德·彼得森 · 辛勒·亨里克森 | 3:37.32     | 韩国（KOR） · 李承勳 · 郑在源 · 金民錫 · | 3:38.52  | 荷兰（NED） · 帕特里克·鲁斯特 · 扬·布洛克黑森 · 斯文·克雷默 · 科恩·费尔韦 | 3:38.40  |

### 女子
| 项目       | 金牌                                                    | 金牌       | 银牌                                                                        | 银牌    | 铜牌                                                                          | 铜牌    |
| 500米      | 小平奈緒 · 日本（JPN）                                  | 36.94 OR   | 李相花 · 韩国（KOR）                                                        | 37.33   | 卡罗利娜·埃尔班诺娃 · 捷克（CZE）                                             | 37.34   |
| 1000米     | 约琳·特莫尔斯 · 荷兰（NED）                             | 1:13.56 OR | 小平奈緒 · 日本（JPN）                                                      | 1:13.82 | 高木美帆 · 日本（JPN）                                                        | 1:13.98 |
| 1500米     | 伊伦·伍斯特 · 荷兰（NED）                               | 1:54.35    | 高木美帆 · 日本（JPN）                                                      | 1:54.55 | 玛丽特·伦斯特拉 · 荷兰（NED）                                                 | 1:55.26 |
| 3000米     | 卡莱因·阿赫特雷克特 · 荷兰（NED）                       | 3:59.21    | 伊伦·伍斯特 · 荷兰（NED）                                                   | 3:59.29 | 安托瓦内特·德容 · 荷兰（NED）                                                 | 4:00.02 |
| 5000米     | 埃丝梅·菲瑟 · 荷兰（NED）                               | 6:50.23    | 马丁娜·萨布利科娃 · 捷克（CZE）                                             | 6:51.85 | 纳塔利娅·沃罗宁娜 · 俄罗斯奥林匹克运动员（OAR）                               | 6:53.98 |
| 集体出发赛 | 高木菜那 · 日本（JPN）                                  | 60         | 金寶凜 · 韩国（KOR）                                                        | 40      | 伊雷妮·斯豪滕 · 荷兰（NED）                                                   | 20      |
| 团体追逐赛 | 日本（JPN） · 高木美帆 · 佐藤綾乃 · 高木菜那 · 菊池彩花 | 2:53.89 OR | 荷兰（NED） · 玛丽特·伦斯特拉 · 伊伦·伍斯特 · 安托瓦内特·德容 · 洛特·范贝克 | 2:55.48 | 美国（USA） · 希瑟·贝尔赫斯马 · 布里塔妮·鮑 · 米娅·曼加内洛 · 卡莱因·斯豪滕斯 | 2:59.27 |

## 另見
- 2018年冬季奥林匹克运动会奖牌榜